# آرثر ريبيرو
آرثر ريبيرو هو مبارز بالسيف برازيلي، ولد في 21 مارس 1942.

## وصلات خارجية
- آرثر ريبيرو على موقع أوليمبيديا (الإنجليزية)